# Ken Suesens
Kenneth Glenn Suesens, detto Ken (Des Moines, 23 ottobre 1916 – Sheboygan, 29 maggio 1992), è stato un cestista e allenatore di pallacanestro statunitense, attivo nella NBL, nella NBA e nella NCAA.

## Palmarès

### Giocatore
- Campione NBL (1943)
- All-NBL Second Team (1943, 1944)